# Экономическая мысль Античности
Экономи́ческая мысль Анти́чности нашла своё отражение в основном в трудах древнегреческих мыслителей: Ксенофонта, Платона, Аристотеля в V—IV вв. до н. э., впервые подвергших экономические явления научному анализу и пытавшихся выявить закономерности развития общества.
Мыслители Древней Греции не только поставили сложнейшие экономические вопросы, но и дали на них свои ответы. Они ввели термин «экономия» и производный от него «экономика». Под экономией понималась наука, с помощью которой можно обогащать своё хозяйство. Также выдвинули идею о разделении труда, высказали догадку о том, что в основе равенства между товарами лежит что-то общее, делающее их сравнимыми, впервые провели различие между простым товарным обращением и обращением денег как капитала. Экономические открытия мыслителей Древней Греции способствовали в дальнейшем развитию экономической науки.

## Экономическая мысль Древней Греции
Известным представителем экономической мысли Античности является древнегреческий философ Платон. Экономические вопросы были рассмотрены им в двух трудах: «Государство» и «Законы». В первом описывалось идеальное государство, во втором — более реальное. Причинами возникновения государства он считал необходимость удовлетворения повседневных потребностей населения и обмен. Государство может существовать долго лишь в том случае, если оно основано на натуральном хозяйстве, и деньги имеют ограниченный оборот. Справедливым государством Платон считал такое, в котором каждый житель занимается тем, к чему больше расположен.
Развивая мысль о справедливом государстве, Платон выделил три добродетели человека: мудрость, мужество и сдерживающую меру. Соответственно, обладающие мудростью должны быть чиновниками, мужеством — воинами, сдерживающей мерой — свободными гражданами. Не обладающие ни одной из добродетелей должны быть рабами. По мнению Платона, чиновники и воины не должны иметь частной собственности, чтобы они не отвлекались от заботы о государстве, напротив, крестьяне и ремесленники должны иметь частную собственность, так как это побуждает их больше трудиться.
В своих трудах Платон пришёл к пониманию того, что при обмене товарами происходит их приведение к соразмерности и единообразию. Были догадки о том, что деньги выполняют не только функции обращения и накопления богатств, но ещё и функцию меры стоимости. Платон одним из первых поставил вопрос об основе и уровне цен, считая, что цены должны регулироваться государством и находиться на уровне, обеспечивающем получение умеренной прибыли.